# اچ‌ام‌اس تامار (۱۸۱۴)
اچ‌ام‌اس تامار (۱۸۱۴) (به انگلیسی: HMS Tamar (1814)) یک کشتی بود که طول آن ۱۰۸ فوت (۳۳ متر) بود. این کشتی در سال ۱۸۱۴ ساخته شد.